# Rivière Cavée
La rivière Cavée est un cours d'eau douce, affluent de la rivière Jacques-Cartier Nord-Ouest, coulant dans le territoire non organisé de Lac-Jacques-Cartier, dans la municipalité régionale de comté de la La Côte-de-Beaupré, dans la région administrative de la Capitale-Nationale, dans la province de Québec, Canada. Le cours de la rivière traverse le Parc national de la Jacques-Cartier.
La foresterie est la principale activité économique du secteur ; les activités récréo-touristiques, en second.
La surface de la rivière Cavée (sauf les zones de rapides) est généralement gelée de début décembre à fin mars, mais la circulation sécuritaire sur la glace se fait généralement de fin décembre à début mars.

## Géographie
Les principaux bassins versants voisins de la rivière Cavée sont du côté nord le ruisseau Gratia, la rivière aux Écorces du Milieu et la rivière Métabetchouane Est. Du côté est on rencontre la rivière Jacques-Cartier, et la rivière Launière. Du côté sud on voit la rivière Jacques-Cartier Nord-Ouest, et le Petit lac Jacques-Cartier. Finalement du côté ouest, on rencontre la rivière Métabetchouane Est et la rivière Métabetchouane.
La rivière Cavée tire sa source au lac Rieutard (longueur : 1,1 km ; altitude : 808 m, situé dans le territoire non organisé du Lac-Jacques-Cartier, dans la municipalité régionale de comté (MRC) La Côte-de-Beaupré. Ce lac reçoit les eaux du côté est de la décharge d'un ensemble de lacs (Mérillon, Dugas, de la Rocaille, Hardy, Joug et Dan).
À partir de l'embouchure du lac Rieutard, la rivière Cavée coule sur 30,3 km, avec une dénivellation totale de 135 m. Elle débute par un segment de 4,4 km vers le sud dans une vallée encaissée, jusqu'à la rive nord du lac Lavigne. Elle continue 3,1 km vers le sud en traversant le lac Lavigne (longueur : 2,0 km ; altitude : 767 m) et le lac Dahous (longueur : 1,4 km), jusqu’au barrage à son embouchure. Note : Le lac Lavigne reçoit la décharge (venant de l’ouest) des lacs Gerbec, Ianus, Intermédiaire, Debous et Jax) ; il reçoit de l’est la décharge des lacs Millet, d’en Haut, Augustin et Nickie ; il reçoit aussi du sud-ouest la décharge du lac Nérée. Elle coule 1,9 km vers le sud, en traversant le lac Soucy (altitude : 756 m) sur 0,9 km, jusqu'au barrage à son embouchure. Elle va 8,3 km vers le sud en traversant le lac Chagnon (altitude : 744 m) sur 1,0 km, jusqu'à son embouchure.
Passé le lac Chagnon, elle coule 2,3 km vers le sud en traversant le lac Bakys (altitude : 739 m) sur 1,8 km, jusqu'au barrage à son embouchure. Elle continue 2,7 km vers le sud, jusqu’à un coude de rivière. Elle coule 4,7 km vers le sud en formant une boucle vers l’est, jusqu’à la décharge (venant de l’ouest) des lacs Léo, Petit lac Léo et Bill. Elle coule finalement 2,9 km vers le sud, jusqu’à son embouchure.
À partir de la confluence de la rivière Cuvée, le courant suit le cours de la rivière Jacques-Cartier Nord-Ouest sur 23,9 km, le cours de la rivière Jacques-Cartier sur 60,2 km vers le sud la rive nord-est du fleuve Saint-Laurent.

## Toponymie
Le terme "Cavé" s'avère un toponymie de famille d'origine française.
Le toponyme « rivière Cavée » a été officialisé le 5 décembre 1968 à la Banque des noms de lieux de la Commission de toponymie du Québec.